# Pływanie synchroniczne na Mistrzostwach Świata w Pływaniu 2013 – kombinacja dowolnie
Kombinacja dowolnie – jedna z konkurencji rozgrywanych w ramach pływania synchronicznego, podczas mistrzostw świata w pływaniu w 2013. Eliminacje odbyły się 21 lipca, a finał został rozegrany 27 lipca.
Do eliminacji zgłoszonych zostało 17 reprezentacji, z których każda mogła wystawić do rywalizacji dziesięć zawodniczek. Dwanaście zespołów z najlepszą notą awansowało do finałowej rywalizacji.
Zawody w tej konkurencji wygrały reprezentantki Rosji w składzie: Włada Czigiriowa, Michajela Kałancza, Darja Korobowa, Anisia Olchowa, Aleksandra Packiewicz, Jelena Prokofjewa, Ałła Szyszkina, Marija Szuroczkina, Anżelika Timanina, Aleksandra Zujewa. Drugą pozycję zajęły zawodniczki z Hiszpanii: Clara Basiana, Alba María Cabello, Laia Pons, Ona Carbonell, Margalida Crespí, Thaïs Henríquez, Paula Klamburg, Sara Levy, Meritxell Mas, Cristina Salvador. Trzecią pozycję zajęły zaś reprezentujące Ukrainę Łolita Ananasowa, Alena Greczichina, Hanna Klimenko, Kateryna Reznik, Aleksandra Sabada, Kateryna Sadurska, Anastasija Sawczuk, Anna Wołoszyna, Olha Zołotarowa, Marina Goladkina.

## Wyniki
| Miejsce | Państwo        | Eliminacje | Eliminacje | Finał  | Finał   |
| Miejsce | Państwo        | Wynik      | Miejsce    | Wynik  | Miejsce |
| ------- | -------------- | ---------- | ---------- | ------ | ------- |
| 01 !    | Rosja          | 96,740     | 1.         | 97,060 | 1.      |
| 02 !    | Hiszpania      | 94,040     | 2.         | 94,620 | 2.      |
| 03 !    | Ukraina        | 92,860     | 3.         | 93,350 | 3.      |
| 4.      | Japonia        | 91,590     | 4.         | 92,020 | 4.      |
| 5.      | Kanada         | 91,280     | 5.         | 90,410 | 5.      |
| 6.      | Włochy         | 89,030     | 6.         | 89,550 | 6.      |
| 7.      | Grecja         | 87,470     | 7.         | 86,850 | 7.      |
| 8.      | Francja        | 87,080     | 8.         | 86,820 | 8.      |
| 9.      | Meksyk         | 84,240     | 9.         | 84,530 | 9.      |
| 10.     | Korea Północna | 83,790     | 10.        | 83,560 | 10.     |
| 11.     | Szwajcaria     | 82,420     | 12.        | 82,310 | 11.     |
| 12.     | Holandia       | 83,220     | 11.        | 82,070 | 12.     |
| 13.     | Białoruś       | 79,500     | 13.        | NQ     | NQ      |
| 14.     | Kazachstan     | 78,600     | 14.        | NQ     | NQ      |
| 15.     | Makau          | 69,950     | 15.        | NQ     | NQ      |
| 16.     | Nowa Zelandia  | 68,600     | 16.        | NQ     | NQ      |
| 17.     | Tajlandia      | 58,730     | 17.        | NQ     | NQ      |